# Photis tenuicornis
Photis tenuicornis är en kräftdjursart som beskrevs av Georg Ossian Sars 1882. Photis tenuicornis ingår i släktet Photis och familjen Isaeidae. Inga underarter finns listade i Catalogue of Life.